# Statuetka z Tuxtla
Statuetka z Tuxtla – niewielka figurka kamienna datowana na późną fazę okresu preklasycznego, pokryta hieroglificzną inskrypcją w tzw. piśmie epi-olmeckim, stanowiącą jeden z najwcześniejszych przykładów użycia pisma na obszarze Mezoameryki.
Zabytek związany jest z tradycją kulturową określaną mianem epi-olmeckiej. Odkryty został przypadkowo w 1902 roku podczas prac rolnych na polu koło miejscowości San Adreas Tuxtla w południowo-wschodniej części meksykańskiego stanu Veracruz i nabyty przez Smithsonian Institution. Obecnie znajduje się w Muzeum Historii Naturalnej w Waszyngtonie.
Wykonana z nefrytu figurka ma 18 cm wysokości. Przedstawia postać ludzką odzianą w strój ptaka (kaczki lub czapli) z dziobem i skrzydłami, mający przypuszczalnie związek z praktykami szamańskimi. Jej powierzchnię pokrywa inskrypcja złożona z 75 znaków i zawierająca datę w długiej rachubie, odpowiadającą 162 rokowi n.e. w kalendarzu gregoriańskim.